# III. Kenneth skót király
Cináed mac Duib (mai gael nyelven: Coinneach mac Dhuibh), (962 – 1005. március 25.) angolul Kenneth III, magyarul III. Kenneth, gúnynevén An Donn, „Főnök” vagy „Barna”, Skócia királya volt 997 és 1005 között. Apja Dub (Dub mac Maíl Coluim), ugyancsak király volt. Több skót forrás arról ír, hogy a tulajdonképpeni király Giric volt, Kenneth fia, ez azonban téves állítás lehet.
Az egyetlen feljegyzett esemény Kenneth uralkodása idejére vonatkozóan az volt, hogy Dúngal mac Cináeda elhalálozott Gille Coemgáin mac Cináeda kezei által. Erről az Annals of the Four Masters tudósít, a 999. évre vonatkozóan. Az sem bizonyos, hogy az esemény Skóciával kapcsolatos, s ha igen, a két személy közül egyik – esetleg mindkettő – III. (netán II.) Kenneth fia volt-e? Kenneth királyt csatában ölte meg a későbbi II. Malcolm (Máel Coluim mac Cináeda) Monzievairdnál, 1005-ben.
Az nem tisztázott, hogy Boite mac Cináeda III. vagy II. Kenneth fia volt-e. Valószínűbb, hogy III. Kenneth volt az apja. Az Annals of Ulster szerint Boite egyik fiát – esetleg unokáját – II. Malcolm ölte meg 1032-ben.
Kenneth lányunokája, Gruoch (Gruoch ingen Boite meic Cináeda) – Shakespeare Lady Macbeth-je –, először Gille Coemgáin moray-i elöljáró felesége volt, majd ezt követően Macbeth királyé. Az ő első házasságából származó fia, Lulach (Lulach mac Gille Coemgáin), rövid ideig Macbeth utóda volt a trónon. A meic Uilleim-, azaz MacWilliams-család, mely William fitz Duncan első házasságából ered, valószínűleg Kennethig visszavezethető családfával rendelkezik. A Mackay-klán (Clann Mac Aoidh) Lulach lányán keresztül szintén III. Kenneth ágából eredezteti magát.

## Fordítás
- Ez a szócikk részben vagy egészben  a   Kenneth III of Scotland című angol Wikipédia-szócikk ezen változatának fordításán alapul.  Az eredeti cikk szerkesztőit annak laptörténete sorolja fel. Ez a jelzés csupán a megfogalmazás eredetét és a szerzői jogokat jelzi, nem szolgál a cikkben szereplő információk forrásmegjelöléseként.

| Előző uralkodó: III. Konstantin | Skócia uralkodója 997–1005 | Következő uralkodó: II. Malcolm |